# New Haven, Quận Adams, Wisconsin
New Haven là một thị trấn thuộc quận Adams, tiểu bang Wisconsin, Hoa Kỳ. Năm 2010, dân số của thị trấn này là 633 người.